# Diocesi di Hasselt
La diocesi di Hasselt (in latino Dioecesis Hasseletensis) è una sede della Chiesa cattolica in Belgio suffraganea dell'arcidiocesi di Malines-Bruxelles. Nel 2023 contava 640.223 battezzati su 889.199 abitanti. È retta dal vescovo Patrick Hoogmartens.

## Territorio
La diocesi comprende la provincia belga del Limburgo.
Sede vescovile è la città di Hasselt, dove si trova la cattedrale di San Quintino.
Il territorio è suddiviso in 296 parrocchie, raggruppate in 7 decanati: Beringen, Bree, Genk, Hasselt, Pelt, Sint-Truiden e Tongeren.

## Storia
La diocesi è stata eretta il 31 maggio 1967 con la bolla Qui christianorum di papa Paolo VI, ricavandone il territorio dalla diocesi di Liegi. In questo modo è stata realizzata una divisione fra le parrocchie di lingua fiamminga che sono state riunite nella nuova diocesi e quelle di lingua francese che sono rimaste nella diocesi madre.

## Cronotassi dei vescovi
Si omettono i periodi di sede vacante non superiori ai 2 anni o non storicamente accertati.
- Jozef-Maria Heuschen † (13 giugno 1967 - 15 dicembre 1989 ritirato)
- Paul Schruers † (15 dicembre 1989 succeduto - 25 ottobre 2004 ritirato)
- Patrick Hoogmartens, succeduto il 25 ottobre 2004

## Statistiche
La diocesi nel 2023 su una popolazione di 889.199 persone contava 640.223 battezzati, corrispondenti al 72,0% del totale.
| anno | popolazione | popolazione | popolazione | presbiteri | presbiteri | presbiteri | presbiteri                | diaconi | religiosi | religiosi | parrocchie |
| anno | battezzati  | totale      | %           | numero     | secolari   | regolari   | battezzati per presbitero | diaconi | uomini    | donne     | parrocchie |
| ---- | ----------- | ----------- | ----------- | ---------- | ---------- | ---------- | ------------------------- | ------- | --------- | --------- | ---------- |
| 1969 | 580.000     | 648.012     | 89,5        | 1.135      | 732        | 403        | 511                       |         | 795       | 2.600     | 296        |
| 1980 | 564.000     | 710.715     | 79,4        | 1.058      | 719        | 339        | 533                       | 14      | 612       | 1.911     | 318        |
| 1990 | 584.000     | 740.000     | 78,9        | 854        | 576        | 278        | 683                       | 47      | 448       | 1.387     | 316        |
| 1999 | 645.000     | 783.927     | 82,3        | 746        | 484        | 262        | 864                       | 73      | 338       | 990       | 316        |
| 2000 | 645.000     | 787.491     | 81,9        | 717        | 462        | 255        | 899                       | 75      | 330       | 956       | 312        |
| 2001 | 600.000     | 791.178     | 75,8        | 710        | 446        | 264        | 845                       | 75      | 330       | 882       | 312        |
| 2002 | 600.000     | 794.785     | 75,5        | 677        | 431        | 246        | 886                       | 75      | 307       | 839       | 312        |
| 2003 | 600.000     | 798.583     | 75,1        | 643        | 405        | 238        | 933                       | 77      | 300       | 810       | 312        |
| 2004 | 719.000     | 803.892     | 89,4        | 608        | 375        | 233        | 1.182                     | 77      | 294       | 828       | 312        |
| 2006 | 702.000     | 809.942     | 86,7        | 578        | 354        | 224        | 1.214                     | 75      | 274       | 774       | 312        |
| 2013 | 730.000     | 853.570     | 85,5        | 429        | 282        | 147        | 1.701                     | 78      | 183       | 537       | 312        |
| 2016 | 650.000     | 870.000     | 74,7        | 369        | 243        | 123        | 1.761                     | 83      | 156       | 443       | 312        |
| 2019 | 635.730     | 870.880     | 73,0        | 325        | 209        | 116        | 1.956                     | 81      | 141       | 351       | 308        |
| 2021 | 633.551     | 879.933     | 72,0        | 284        | 184        | 100        | 2.230                     | 78      | 143       | 297       | 303        |
| 2023 | 640.223     | 889.199     | 72,0        | 232        | 153        | 79         | 2.759                     | 77      | 110       | 283       | 296        |